# Heterosoma breve
Heterosoma breve är en skalbaggsart som beskrevs av Leon Fairmaire 1901. Heterosoma breve ingår i släktet Heterosoma och familjen Cetoniidae. Inga underarter finns listade i Catalogue of Life.